# Eugène François Vidocq
Eugène François Vidocq, född 25 juli 1775 i Arras, död 11 maj 1857 i Paris, var en fransk äventyrare och mästerförbrytare som blev polisspion och angivare. Han grundade 1812 den franska säkerhetstjänsten La Sûreté. Hans levnadsöde ligger till grund för ett flertal filmer, däribland En skandal i Paris (1946) med George Sanders.

## Verk
- Mémoires de Vidocq, chef de la police de Sûreté, jusqu’en 1827. (1828) (Digitaliserat).
  - Stortjuven som blev detektiv : Minnesteckningar av Vidocq, chef för säkerhetspolisen i Paris till år 1827 (Malmö: Union, 1927)